# Varanopidae
Varanopidae (někdy také Varanopseidae) jsou čeleď vyhynulých synapsidů, resp. pelykosaurů. Žili v karbonu a permu a vzhledem se podobali dnešním varanům, s nimiž však nebyli příbuzní.

## Popis

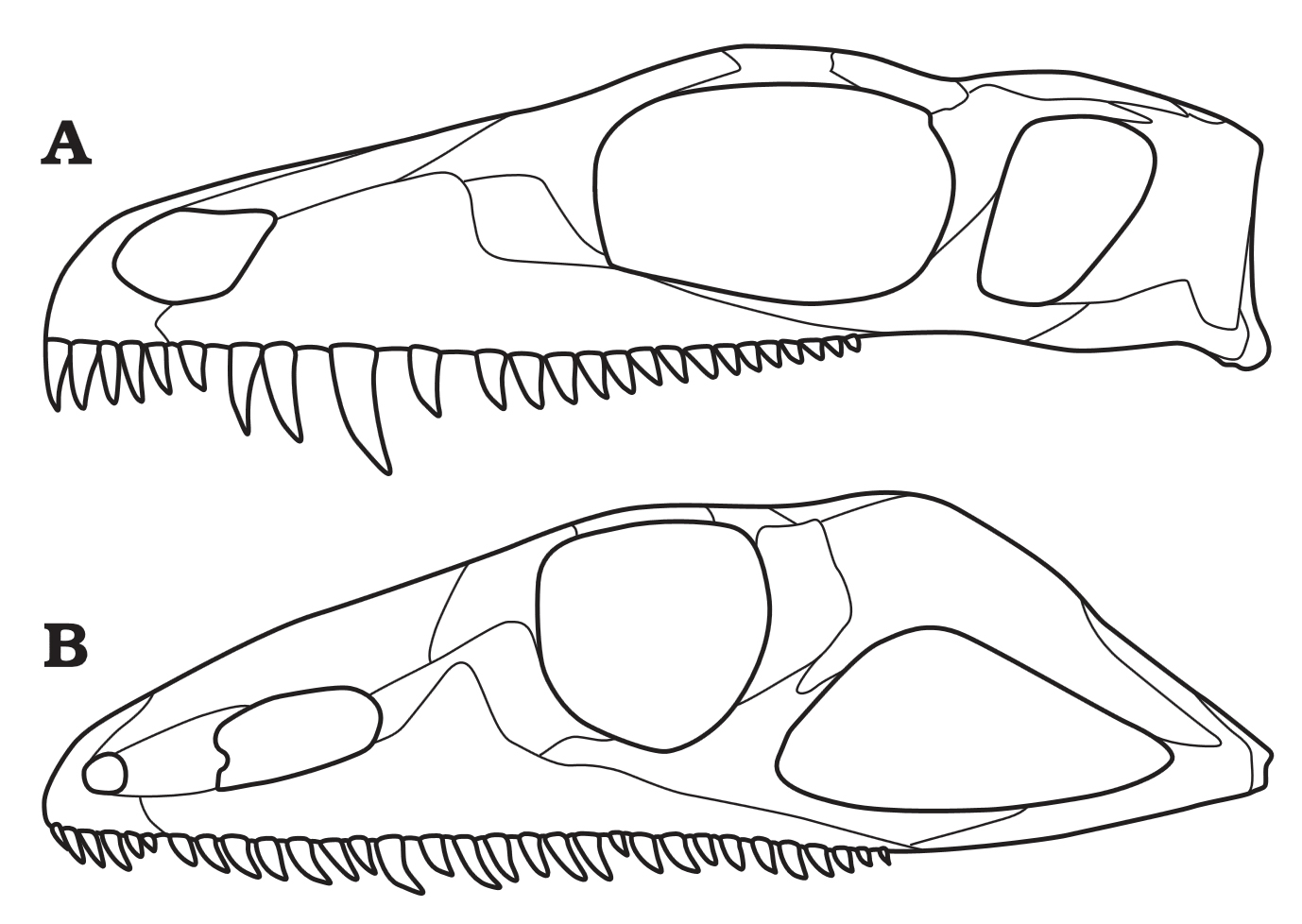
Mesenosaurus a Varanodon (lebky)

Oproti ostatním pelykosaurům byli zástupci čeledi Varanopidae spíše menší, s lehce stavěnou kostrou a dlouhými končetinami. Za života šlo zjevně o hbitá zvířata. Největší zástupci, mezi něž patří rody Aerosaurus, Varanops, Varanodon nebo Watongia, dorůstali od 150 cm do více než 200 cm. Odborné jméno čeledi vychází z podobnosti jejích zástupců se současnými varany, s nimiž však nejsou blíže spřízněni.
Sdílené odvozené znaky této skupiny lze pozorovat zejména na lebce a jsou poměrně detailní. Patří mezi ně protáhlá a štíhlá kost quadratojugale (ve spánkové oblasti); anterodorzální sklon zadního okraje čelistní kosti quadratum; přítomnost chrupu na nepárové patrové kosti parasphenoidu; a protáhlé jazylkové kosti zasahující až za lebku. Čelisti byly vyzbrojeny ostrými zuby, s nijak výraznými náznaky rozrůznění chrupu, byť některé zuby se do určité míry podobaly špičákům (tento znak se mohl vyvíjet až později během ontogeneze).

## Systematika
Zástupci čeledi Varanopidae bývají řazeni mezi tzv. pelykosaury, což je parafyletická – a proto spíše neformální – skupina raných synapsidů, jež by v monofyletické podobě měla zahrnovat i skupinu Therapsida včetně savců. Varanopidae mohou představovat bazální linii pelykosaurů spolu s čeledí Ophiacodontidae, jak demonstruje následující strom (objevují se však i jiné topologie):
|  | Ophiacodontidae |
|  |                 |
|  | Varanopidae     |
|  |                 |

|  | Eothyrididae |
|  |              |
|  | Caseidae     |
|  |              |

|  | Edaphosauridae                                                  |
|  |                                                                 |
|  | \| \| Sphenacodontidae \| \| \| \| \| \| Therapsida \| \| \| \| |
|  |                                                                 |
|  | Sphenacodontidae                                                |
|  |                                                                 |
|  | Therapsida                                                      |
|  |                                                                 |

|  | Sphenacodontidae |
|  |                  |
|  | Therapsida       |
|  |                  |

|  | Eothyrididae |
|  |              |
|  | Caseidae     |
|  |              |

|  | Edaphosauridae                                                  |
|  |                                                                 |
|  | \| \| Sphenacodontidae \| \| \| \| \| \| Therapsida \| \| \| \| |
|  |                                                                 |
|  | Sphenacodontidae                                                |
|  |                                                                 |
|  | Therapsida                                                      |
|  |                                                                 |

|  | Sphenacodontidae |
|  |                  |
|  | Therapsida       |
|  |                  |

|  | Ophiacodontidae |
|  |                 |
|  | Varanopidae     |
|  |                 |

|  | Eothyrididae |
|  |              |
|  | Caseidae     |
|  |              |

|  | Edaphosauridae                                                  |
|  |                                                                 |
|  | \| \| Sphenacodontidae \| \| \| \| \| \| Therapsida \| \| \| \| |
|  |                                                                 |
|  | Sphenacodontidae                                                |
|  |                                                                 |
|  | Therapsida                                                      |
|  |                                                                 |

|  | Sphenacodontidae |
|  |                  |
|  | Therapsida       |
|  |                  |

|  | Eothyrididae |
|  |              |
|  | Caseidae     |
|  |              |

|  | Edaphosauridae                                                  |
|  |                                                                 |
|  | \| \| Sphenacodontidae \| \| \| \| \| \| Therapsida \| \| \| \| |
|  |                                                                 |
|  | Sphenacodontidae                                                |
|  |                                                                 |
|  | Therapsida                                                      |
|  |                                                                 |

|  | Sphenacodontidae |
|  |                  |
|  | Therapsida       |
|  |                  |

|  | Ophiacodontidae |
|  |                 |
|  | Varanopidae     |
|  |                 |

|  | Eothyrididae |
|  |              |
|  | Caseidae     |
|  |              |

|  | Edaphosauridae                                                  |
|  |                                                                 |
|  | \| \| Sphenacodontidae \| \| \| \| \| \| Therapsida \| \| \| \| |
|  |                                                                 |
|  | Sphenacodontidae                                                |
|  |                                                                 |
|  | Therapsida                                                      |
|  |                                                                 |

|  | Sphenacodontidae |
|  |                  |
|  | Therapsida       |
|  |                  |

|  | Eothyrididae |
|  |              |
|  | Caseidae     |
|  |              |

|  | Edaphosauridae                                                  |
|  |                                                                 |
|  | \| \| Sphenacodontidae \| \| \| \| \| \| Therapsida \| \| \| \| |
|  |                                                                 |
|  | Sphenacodontidae                                                |
|  |                                                                 |
|  | Therapsida                                                      |
|  |                                                                 |

|  | Sphenacodontidae |
|  |                  |
|  | Therapsida       |
|  |                  |

|  | Ophiacodontidae |
|  |                 |
|  | Varanopidae     |
|  |                 |

|  | Eothyrididae |
|  |              |
|  | Caseidae     |
|  |              |

|  | Edaphosauridae                                                  |
|  |                                                                 |
|  | \| \| Sphenacodontidae \| \| \| \| \| \| Therapsida \| \| \| \| |
|  |                                                                 |
|  | Sphenacodontidae                                                |
|  |                                                                 |
|  | Therapsida                                                      |
|  |                                                                 |

|  | Sphenacodontidae |
|  |                  |
|  | Therapsida       |
|  |                  |

|  | Eothyrididae |
|  |              |
|  | Caseidae     |
|  |              |

|  | Edaphosauridae                                                  |
|  |                                                                 |
|  | \| \| Sphenacodontidae \| \| \| \| \| \| Therapsida \| \| \| \| |
|  |                                                                 |
|  | Sphenacodontidae                                                |
|  |                                                                 |
|  | Therapsida                                                      |
|  |                                                                 |

|  | Sphenacodontidae |
|  |                  |
|  | Therapsida       |
|  |                  |

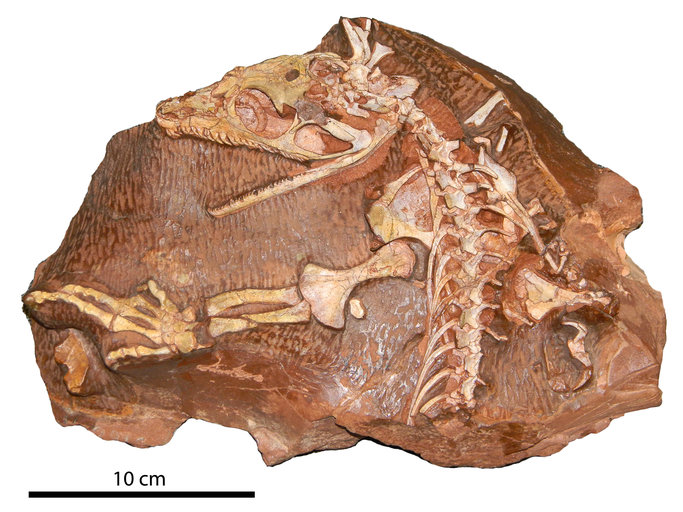
Aerosaurus

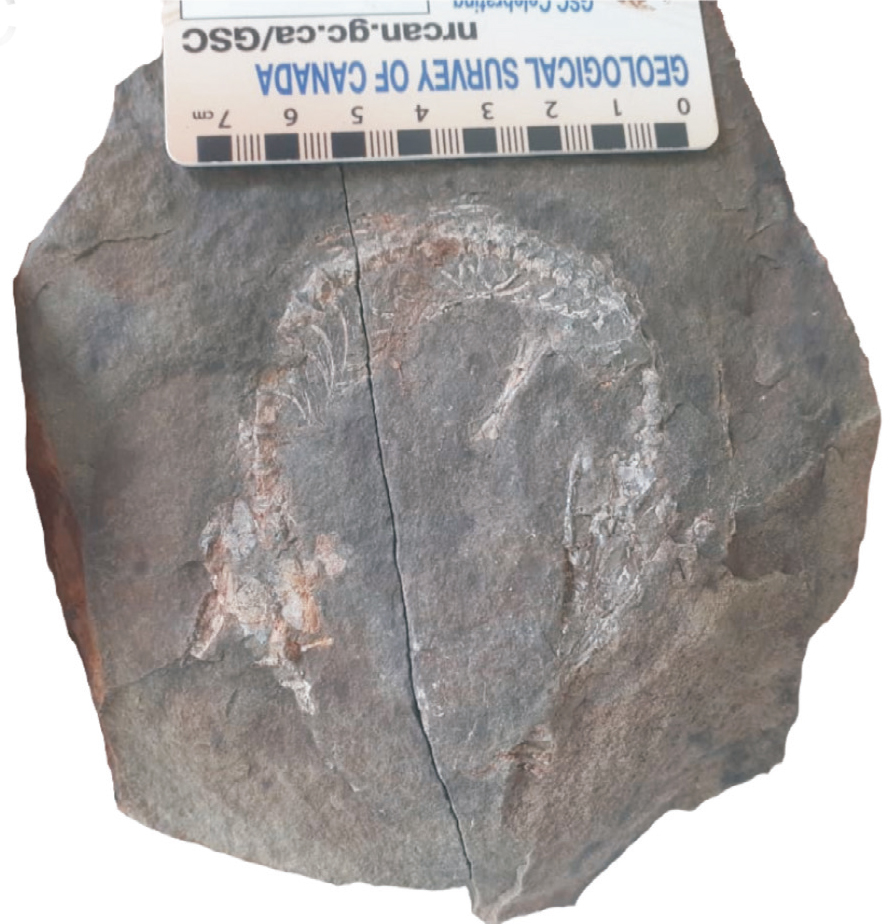
Heleosaurus?

Alternativní hypotéza z roku 2020 je klade dokonce blíže do příbuzenstva pravých plazů v sauropsidní linii, tato intepretace se však brzy dočkala svého zpochybnění. Ne všechny rody klasifikované v čeledi Varanopidae ale do synapsidní linie musí náležet: níže uvedený výčet rodů vychází ze studie Laurina & Didiera (2025) a více či méně sporné rody jsou, po vzoru těchto autorů, označeny hvězdičkou (*). V případě rodů Archaeovenator a Pyozia existuje také hypotéza, že může jít o nedospělé jedince, již možná náleží k zástupcům jiných popsaných rodů.
- rod Eoscansor
- rod Ascendonanus*
- rod Apsisaurus
- rod Pyozia
- rod Dendromaia
- rod Archaeovenator
- podčeleď Mesenosaurinae
  - rod Cabarzia*
  - rod Mesenosaurus
- rod Heleosaurus
- rod Elliotsmithia*
- rod Microvaranops*
- rod Anningia*
- rod Mycterosaurus
- podčeleď Varanodontinae
  - rod Varanops
  - rod Watongia
  - rod Varanodon
  - rod Tambacarnifex
  - rod Ruthiromia
  - rod Aerosaurus

## Paleobiologie a paleoekologie

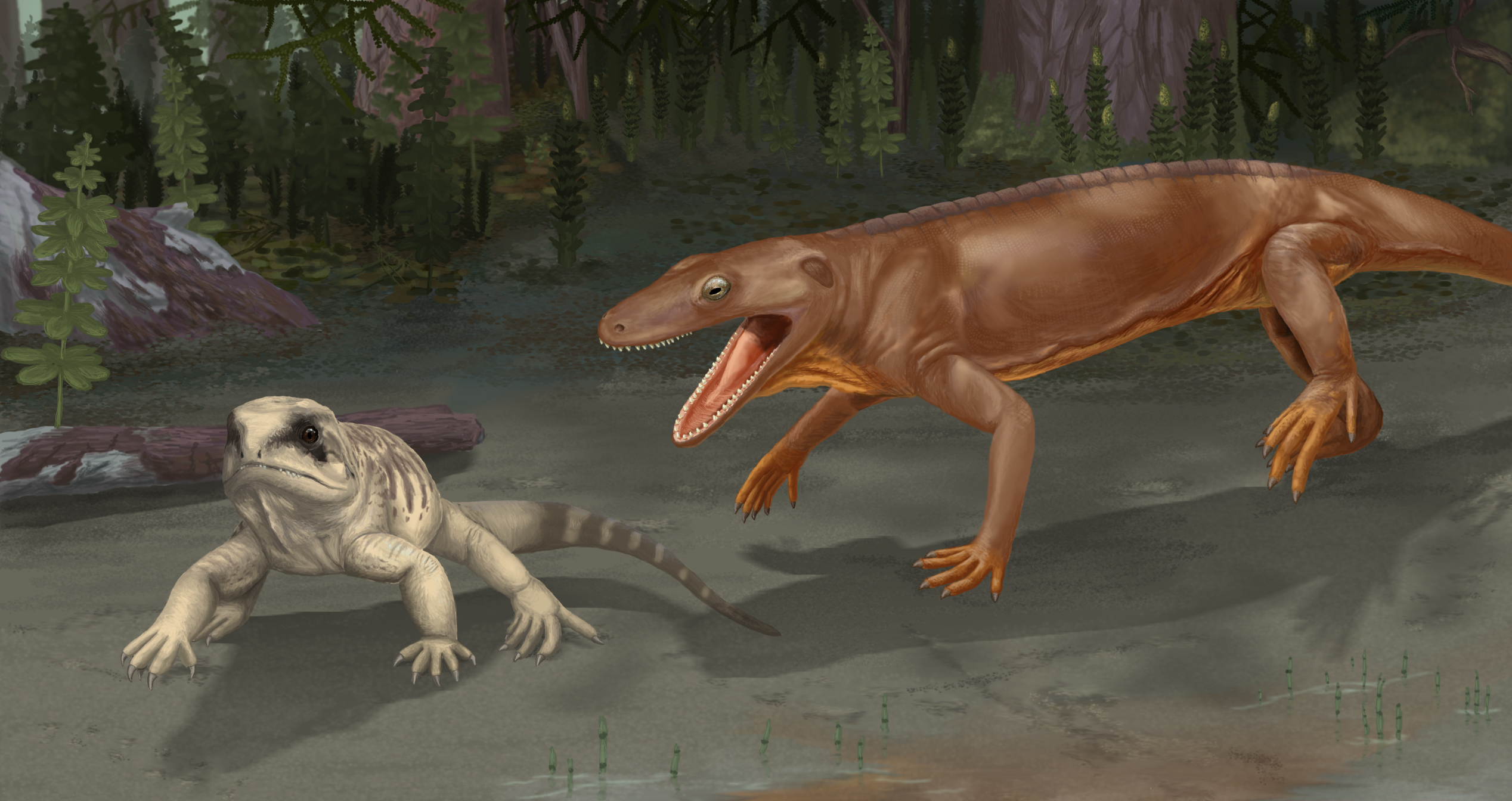
Rekonstrukce rodu Varanodon (vlevo) a temnospondylního obojživelníka rodu Nooxobeia (vpravo)

Varanopidae žili v prvohorách, a sice mezi karbonským věkem moskov a permským věkem capitan před asi 315,2 až 259,5 miliony lety. Šlo o nejrozšířenější skupinu pelykosaurů, rozsáhlý areál výskytu demonstruje rod Varanodon ze souvrství Chickasha v Oklahomě, rod Mesenosaurus z Ruska a rod Elliotsmithia z jihoafrického Karoo. V kontrastu s většinou jiných pelykosaurů také představovali dlouhověkou linii, která přežila až do svrchního permu. Osudným se jim zřejmě stalo období hromadného vymírání v capitanu, které předcházelo slavnějšímu a drastičtějšímu vymírání na konci permu. Zajímavostí je, že Varanopidae mohli zahrnovat poslední žijící ektotermní synapsidy na Zemi.

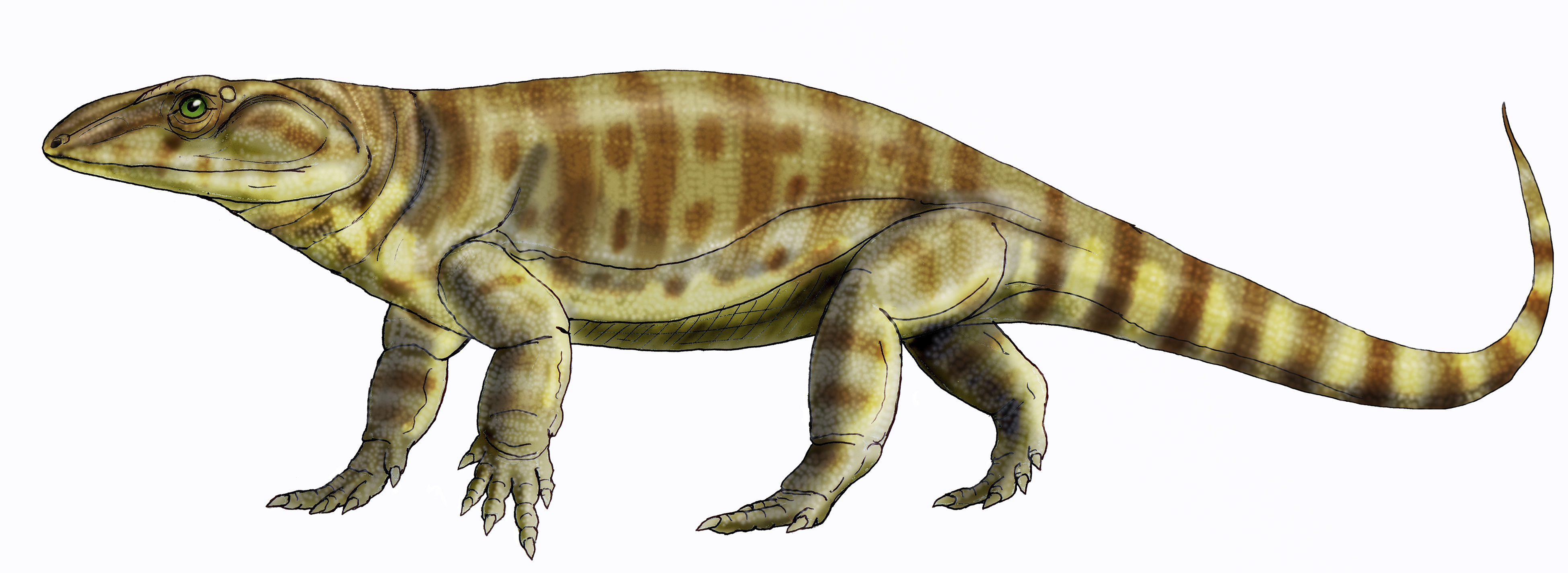
Rekonstrukce rodu Watongia, jenž patřil mezi největší zástupce čeledi

Varanopidae mohli převládat spíše ve výše položených stanovištích, čemuž nasvědčují i jejich počty na konkrétních fosilních nalezištích. Většina nalezišť ze spodního permu schraňuje faunu záplavových nížin (či nížin v blízkosti vodního zdroje) a zde jsou pozůstatky čeledi Varanopidae nalézány jen vzácně. Naopak velké množství nálezů těchto pelykosaurů poskytlo naleziště společenstev vrchovin Richards Spur v Oklahomě, odkud pochází fosilie malých, středně velkých i velkých zástupců. Šlo nejspíš o hbité predátory, ve výše položených oblastech snad na vrcholové úrovni. Naopak v nížinách, kde žily velké býložravé a masožravé druhy ostatních synapsidů, mohli zastávat ekologickou úlohu malých predátorů. Mezi ostatními druhy permských společenstev zřejmě neměli přímý ekologický ekvivalent. Právě zmíněný způsob života jim snad umožnil přečkat oteplování a aridifikaci v cisuralu lépe, než se to podařilo jiným pelykosaurům.
Varanopidae jsou nejstarší skupinou čtyřnožců, u nichž fosilní nálezy ukazují na existenci rodičovské péče. Rodičovské chování se předpokládá hned u většího množství druhů, přičemž nejstarším z nich je Dendromaia unamakiensis pocházející z karbonu Nového Skotska. Rod Eoscansor zase v době svého popisu roku 2022 představoval nejstaršího známého šplhajícího čtyřnožce, možná stromového.